# Terapie láskou
Terapie láskou (v anglickém originále Silver Linings Playbook) je americký romantický komediálně-dramatický film režiséra Davida O. Russela z roku 2012, natočená podle románu The Silver Linings Playbook spisovatele Matthewa Quicka z roku 2008. Hlavní role ztvárnili Bradley Cooper a Jennifer Lawrenceová, dále hrají Robert De Niro, Jacki Weaver, Anupam Kher, Chris Tucker, John Ortiz, Shea Whigham a Julia Stiles.
Děj filmu se odehrává v Pensylvánii a sleduje Patrizia „Pata“ Solitana (Cooper), muže s bipolární poruchou, který je právě propuštěn z psychiatrické léčebny a nastěhuje se zpět ke svým rodičům (De Niro a Weaver). Pat je odhodlán získat zpět svou odcizenou manželku. Potkává mladou vdovu Tiffany Maxwellovou (Lawrenceová), která mu nabídne, že mu pomůže získat jeho ženu zpět, pokud se s ní zúčastní taneční soutěže. Při tréninku se dvojice sblíží a Pat, jeho otec a Tiffany prohlubují své vzájemné vztahy, přičemž se vyrovnávají se svými nelehkými situacemi.
Film měl premiéru dne 8. září 2012 na filmovém festivalu v Torontu a ve Spojených státech měl premiéru dne 16. listopadu 2012. Film získal pozitivní hodnocení kritiků, kteří vyzdvihovali především Russelovu režii a výkony Coopera a Lawrenceové. Film získal mnoho ocenění, získal například osm nominací na Oscara, včetně nominací za nejlepší film a nejlepší režii, přičemž Lawrenceová zvítězila v kategorii nejlepší herečka v hlavní roli.

## Děj
Pat Solitano (Bradley Cooper), trpící bipolární afektivní poruchou, byl po osmi měsících propuštěn z psychiatrického ústavu. Dozvěděl se, že manželka Nikki (Brea Bee) se odstěhovala, a že jeho otec Pat Sr. (Robert De Niro) je bez práce a snaží se vydělat peníze sázkami, aby si tak mohl otevřít vlastní restauraci. Pat Solitano se odhodlal dát svůj život zpět do pořádku a usmířit se s Nikki, která si proti němu u soudu vymohla soudní zákaz styku, kvůli násilné aféře, po níž byl umístěn do ústavu.
Během soudně nařízené terapie u dr. Patela (Anupam Kher) vysvětlil proč byl hospitalizován. Jednou, když odešel z práce na střední škole dříve domů, našel manželku Nikki ve sprše při sexu s kolegou ze školy. Při tom všem hrála jejich svatební píseň My Cherie Amour od Stevieho Wondera. V zápalu hněvu kolegu téměř umlátil k smrti. Přesto si nepřipouští, že ke zvládnutí svého stavu potřebuje léky.
Během večeře v domě svého kamaráda Ronniho se Pat seznámil s jeho švagrovou Tiffany Maxwellovou (Jennifer Lawrenceová), mladou vdovou, zotavující se ze závislosti na sexu, která taktéž přišla o práci. Mezi Patem a Tiffany vznikne zvláštní přátelství, prostřednictvím sdílených neuróz, ve kterém Pat spatřuje příležitost, jak prostřednictvím Tiffani kontaktovat Nikki. Ta s tím souhlasí výměnou za to, že Pat bude jejím partnerem v blížící se taneční soutěži. Pat neochotně souhlasí a v průběhu následujících týdnů společně pilně trénovali. Věřil, že soutěž by mohla být pro Nikki signálem, že se změnil, a že je z něj lepší člověk. Prostřednictvím Tiffany obdržel dopis od Nikki, v němž nechává prostor pro budoucí usmíření.
Vše se vyvíjelo dobře, až do okamžiku, kdy Pata otec požádal, aby šel na fotbalový zápas Eagles, na který vsadil prakticky všechny své peníze, doufaje, že účast syna mu přinese štěstí. Ten proto vynechal trénink s Tiffani, byl však vtažen do rvačky a odvlečen policií. Eagles prohrají a Patův otec zuří. Tiffany sepsula Pata a jeho otci do detailu popíše, že štěstí v minulých zápasech mu přineslo, když byla s jeho synem. Otec se nakonec se svým kamarádem vsadil o prohrané peníze s tím, že pokud Eagles v zápase porazí Dallas, a Tiffany s Patem získá v taneční soutěži alespoň pět bodů z deseti, vyhraje peníze zpět. Pat nejprve odmítl účast v soutěži za těchto podmínek a znovu si čte dopis od Nikki. Všiml si při tom, že fráze, kterou Tiffany řekla, se objevuje v dopise údajně napsaném Nikki, a dojde mu, že dopis psala ve skutečnosti Tiffany.
Pat s Tiffany a zbytkem rodiny dorazil na taneční soutěž v noc fotbalového zápasu. Tiffany byla zděšená, když zjistí, že v publiku sedí Nikki. Rozrušená z toho, že jej Nikki může získat zpět, a ona tak prohraje, jde na bar, kde si objedná dvě vodky. Zoufalý Pat ji zahlédne a podaří se mu ji přesvědčit k účasti v soutěži. Během jejich vystoupení Eagles vyhrají a taneční pár nakonec získá přesně pět bodů.
Uprostřed nadšených reakcí rodiny z vítězství v soutěži Pat přistoupil k Nikki a pošeptal jí něco do ucha. Tiffany uteče. Po krátké konverzaci Pat opustí Nikki a jde hledat Tiffany. Chvíli ji pronásledoval, a když jí dohonil, sdělil ji, že ví, že zfalšovala Nikkin dopis. Přiznal se, že ji miluje od chvíle, kdy ji spatřil, ale že mu dlouho trvalo si to uvědomit, načež se políbil. Začnou spolu chodit a Patův otec si na konci otevře restauraci za peníze, které vyhrál v sázce.

## Obsazení
| Bradley Cooper (dabing Michal Jagelka)          | Patrick „Pat Jr.“ Solitano, čerstvě rozvedený bývalý učitel |
| Jennifer Lawrenceová (dabing Terezie Taberyová) | Tiffany Maxwellová, mladá vdova                             |
| Robert De Niro (dabing Jaromír Meduna)          | Patrizio „Pat Sr.“ Solitano, otec Pata a Jakea              |
| Jacki Weaver (dabing Daniela Bartáková)         | Dolores Solitano, matka Pata a Jakea                        |
| Chris Tucker (dabing Filip Švarc)               | Danny McDaniels, Patův dobrý přítel z psychiatrické léčebny |
| Julia Stiles (dabing Jana Páleníčková)          | Veronica Maxwellová, sestra Tiffany                         |
| Anupam Kher (dabing Bohuslav Kalva)             | Dr. Cliff Patel, Patův doktor                               |
| Brea Bee                                        | Nikki Solitano, Patova exmanželka                           |
| Shea Whigham (dabing Bohdan Tůma)               | Jake Solitano, Patův bratr                                  |
| John Ortiz (dabing Martin Sobotka)              | Ronnie, Patův nejlepší přítel, manžel Veronicy              |
| Paul Herman (dabing Jaroslav Kaňkovský)         | Randy                                                       |
| Dash Mihok (dabing Bohdan Tůma)                 | důstojník Keogh                                             |

## Ocenění
Na 85. ročníku udílení Oscarů získal film osm nominací v kategoriích nejlepší film, nejlepší režie pro Russela, nejlepší herec pro Coopera, nejlepší herečka pro Lawrenceovou, nejlepší herec ve vedlejší roli pro De Nira, nejlepší herečka ve vedlejší roli pro Weaver, nejlepší adaptovaný scénář a nejlepší střih.
Film získal nominace ve všech čtyřech hereckých kategoriích, což se stalo vůbec poprvé od roku 1981, kdy byl takto nominován film Rudí. Dále získal například čtyři nominace na Zlaté glóby (hlavní představitelka Jennifer Lawrenceová získala Zlatý glóbus za nejlepší ženský herecký výkon) či tři nominace na ceny BAFTA.